# Fidesz – Maďarská občanská unie
Fidesz – Maďarská občanská unie; zkráceně Fidesz ([ˈfides]IPA, též Fidesz–MPSZ, maďarsky Fidesz – Magyar Polgári Szövetség) je parlamentní pravicová národně konzervativní politická strana v Maďarsku, která od svého historického vítězství ve volbách 2010 disponuje v maďarském Zemském sněmu absolutní většinou a v koalici s Křesťanskodemokratickou lidovou stranou i většinou ústavní. Jejím předsedou je od roku 2003 Viktor Orbán.

## Název
Jako název strany se nejčastěji všeobecně používá Fidesz.
| Název                             | Zkratka       | Překlad                           | Období       |
| --------------------------------- | ------------- | --------------------------------- | ------------ |
| Fiatal Demokraták Szövetsége      | Fidesz        | Svaz mladých demokratů            | 1988–1995    |
| Fidesz – Magyar Polgári Párt      | Fidesz – MPP  | Fidesz – Maďarská občanská strana | 1995–2003    |
| Fidesz – Magyar Polgári Szövetség | Fidesz – MPSZ | Fidesz – Maďarská občanská unie   | od roku 2003 |

## Historie

### Fiatal Demokraták Szövetsége (1988–1995)

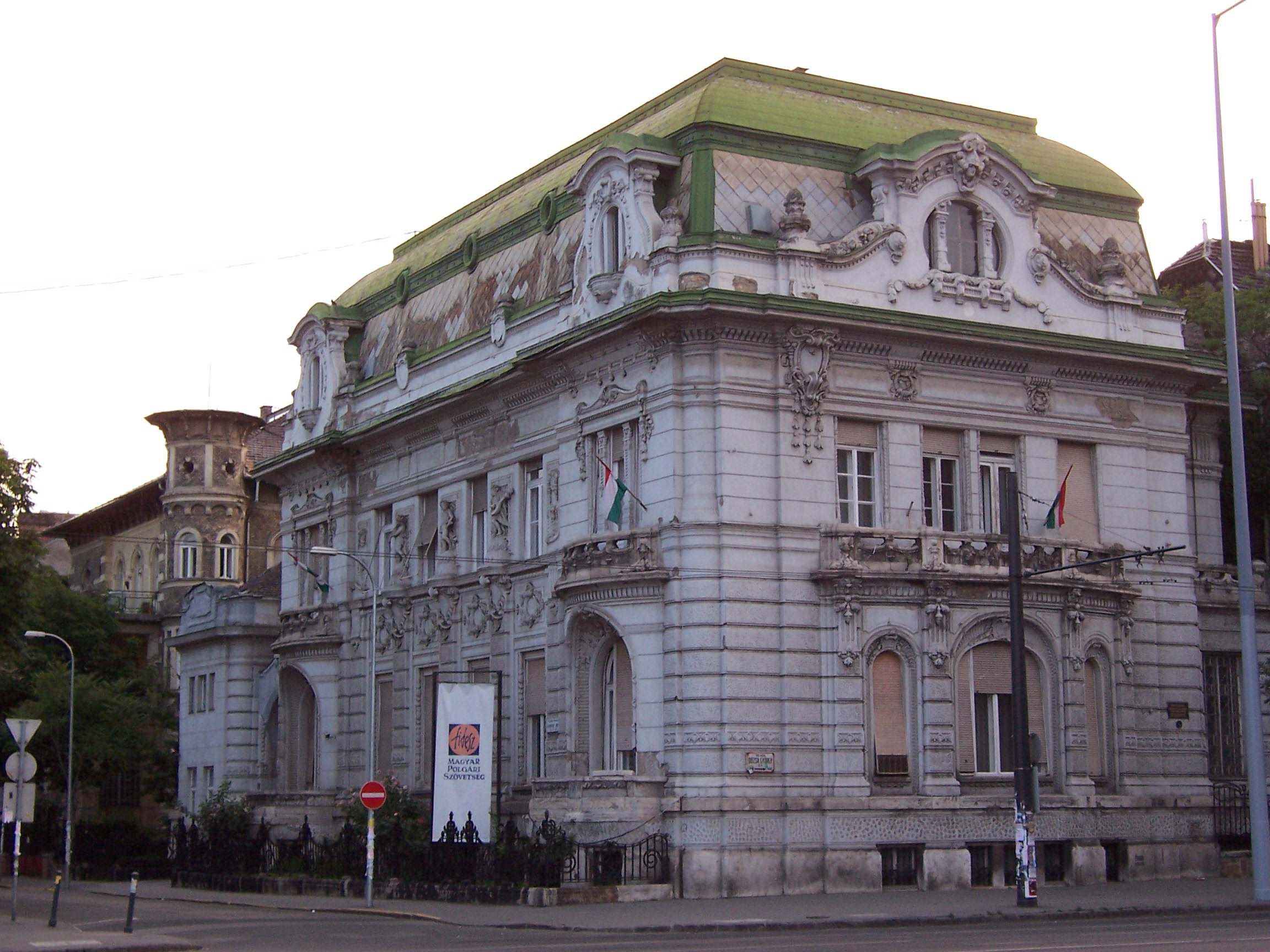
Původní sídlo Fideszu

Fidesz byl založen dne 30. března 1988 třiceti sedmi mladými intelektuály a univerzitními studenty v areálu Odborného semináře Istvána Bibó Univerzity Loránda Eötvöse v Budapešti, jako nezávislá mládežnická organizace, protiklad ke komunistickému svazu mládeže KISZ. Jelikož členy v té době byli jen studenti a mladí lidé pojmenovali svou organizaci jednoduše Fiatal Demokraták Szövetsége (česky Svaz mladých demokratů). Dokonce byla stanovena horní věková hranice členství 35 let. Tato podmínka byla na sjezdu v roce 1993 zrušena. Fidesz se ihned stal jedním z nejvýznamnějších hnacích motorů pádu komunismu v Maďarsku. Rovněž již od počátku svého působení měl kontakty na česká protikomunistická hnutí. Někteří členové Fidesz, například Tamás Deutsch, se účastnili posledních protestních vzpomínkových akcí na 21. srpen 1968 v pražských ulicích.
V prvních svobodných volbách 1990 volilo Fidesz v prvním kole 8,95 % voličů. Strana se tak dostala do parlamentu s 21 mandáty a stala se opozicí vůči tehdy vládnoucí koalici v čele s MDF.
Prvním předsedou strany byl v roce 1993 zvolen zakládající člen Viktor Orbán. V té době vystupoval on i strana ještě v duchu liberální politiky. Ovšem po prohraných volbách 1994, kdy Fidesz získal v prvním kole jen 7,02 % hlasů, došlo k výrazné přeměně ideologie strany, spočívající v přechodu od liberalismu k národně-konzervativní orientaci.

### Fidesz – Magyar Polgári Párt (1995–2003)

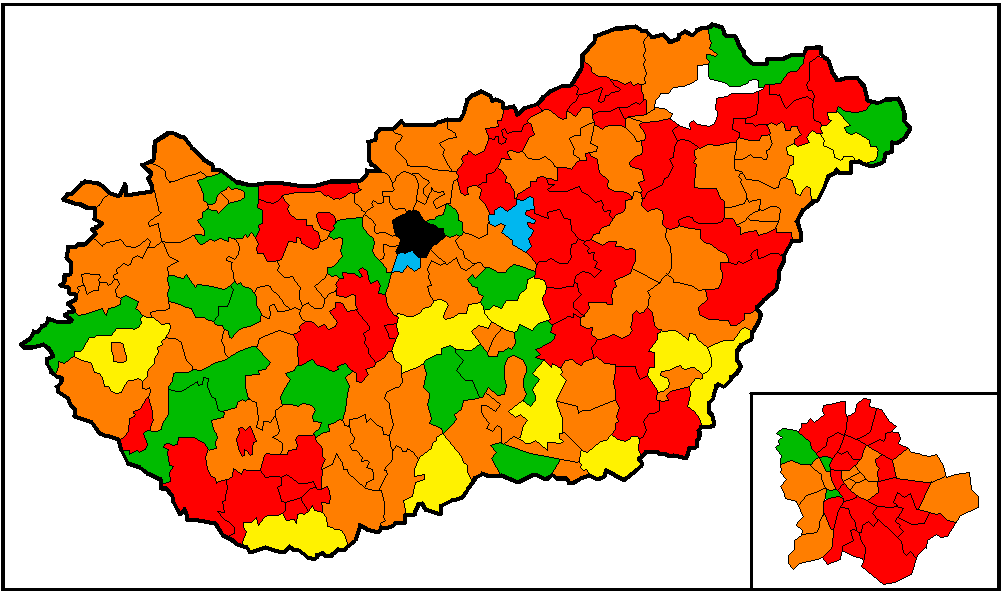
Výsledky voleb 1998:
Fidesz
MSZP
MDF
FKgP
SZDSZ

Do voleb 1998 šel již Fidesz jako hlavní pravicová strana s programem, jenž obhajoval zájmy celého maďarského národa, včetně Maďarů žijících v zahraničí, požadoval ochranu maďarského jazyka a kultury, hájil význam církví pro soudržnost společnosti či trval na důsledném hájení národních zájmů při vyjednávání vstupu do Evropské unie. Tyto volby Fidesz vyhrál a společně s MDF a FKgP utvořil koaliční vládu. Viktor Orbán se stal na čtyři roky premiérem Maďarské republiky. Pod jeho vedením vstoupilo Maďarsko spolu s Českou republikou a Polskem roku 1999 do vojensko-politického uskupení NATO. Vláda kladla větší důraz na podporu zahraničních Maďarů, což vyvrcholilo dne 19. června 2001 přijetím takzvaného Krajinského zákona, který dává Maďarům žijícím mimo území Maďarska stejná práva, jako mají občané Maďarské republiky.
Po celou dobu vlády Fideszu se úspěšně rozvíjela ekonomika, snížila se nezaměstnanost a vzrostly potřeby obyvatelstva. Většina ministrů měla kolem 30. let a měla tak blízko k mladé generaci, rodinám s dětmi, ale také ke starším občanům. Již v lednu 2000 Orbán, jako premiér, odstoupil z funkce předsedy strany a jeho nástupcem se stal László Kövér. V září téhož roku se Fidesz rozešel s Liberální internacionálou a v listopadu získal přídružné členství v Evropské lidové straně.
I přesto, že v dalších volbách 2002 získal Fidesz v koalici s MDF 188 křesel a MSZP jen 178 křesel, stal se opoziční stranou, jelikož vládu utvořila MSZP a SZDSZ, které spolu dohromady měly 198 mandátů. Křeslo předsedy vlády obsadil Péter Medgyessy.

### Fidesz – Magyar Polgári Szövetség (2003–)
Fidesz se v čele s Viktorem Orbánem, který se v roce 2003 opět stal předsedou strany, vrátil do opozice, kde zůstal i po volbách 2006. Ovšem od masivních demonstrací proti premiérovi Ferenci Gyurcsánymu (MSZP) v roce 2006 a stále se zhoršující hospodářské krize, která v roce 2008 silně zasáhla maďarskou ekonomiku, rostla popularita pravicových stran, především Fideszu.

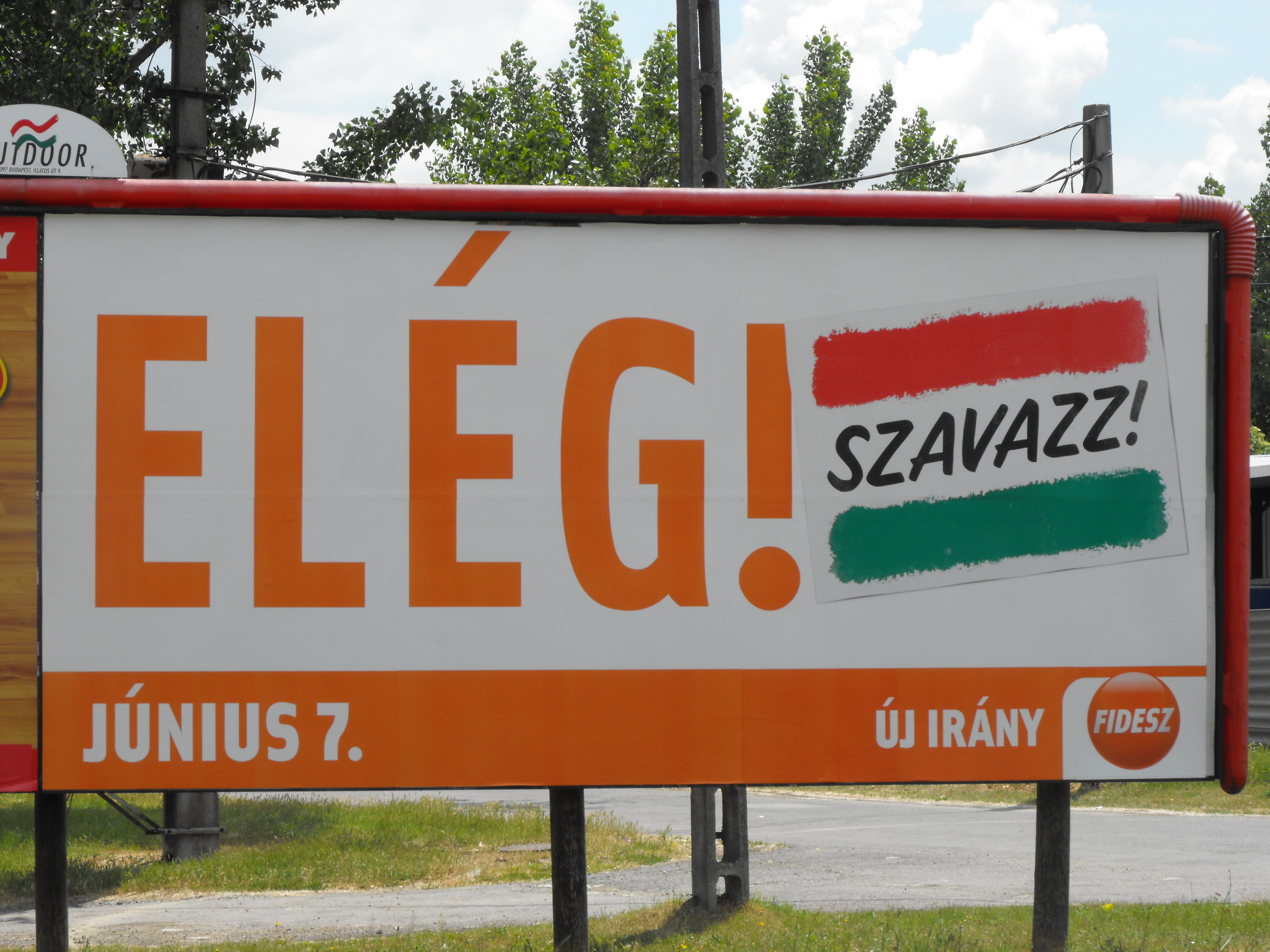
Volební billboard Fideszu

Po ohlášení odstupu premiéra Gyurcsánye dne 21. března 2009 požadoval Fidesz stejně jako prezident republiky László Sólyom vypsání předčasných voleb. Když se 14. dubna 2009 rozhodovalo o zvolení Gordona Bajnaie do úřadu premiéra, asi 5000 příznivců opozičního Fideszu se shromáždilo na náměstí před parlamentem a vyzvalo poslance, aby při hlasování Bajnaie nepodpořili. Vyzvali také prezidenta Sólyoma k vypsání nových parlamentních voleb.
Poslanci z MSZP a SZDSZ však Bajnaie premiérem zvolili a ten pak vedl úřednickou vládu až do termínu řádných voleb 2010. Popularita Maďarské socialistické strany, hlavního rivala Fideszu, se tehdy pohybovala na historicky nejhorší úrovni od vzniku strany. A tak se Viktor Orbán už v květnu 2009 cítil být příštím maďarským premiérem.
Růst popularity pravicových stran a především Fideszu se projevil během voleb do Evropského parlamentu 2009, kdy Fidesz (v koalici s KDNP) získal 14 mandátů a hlavní rival MSZP jen 4 mandáty. Do Evropského parlamentu se také dostala krajně pravicová strana Jobbik, která získala 3 mandáty a liberálně konzervativní MDF obhájilo svůj 1 mandát.

#### Volby 2010

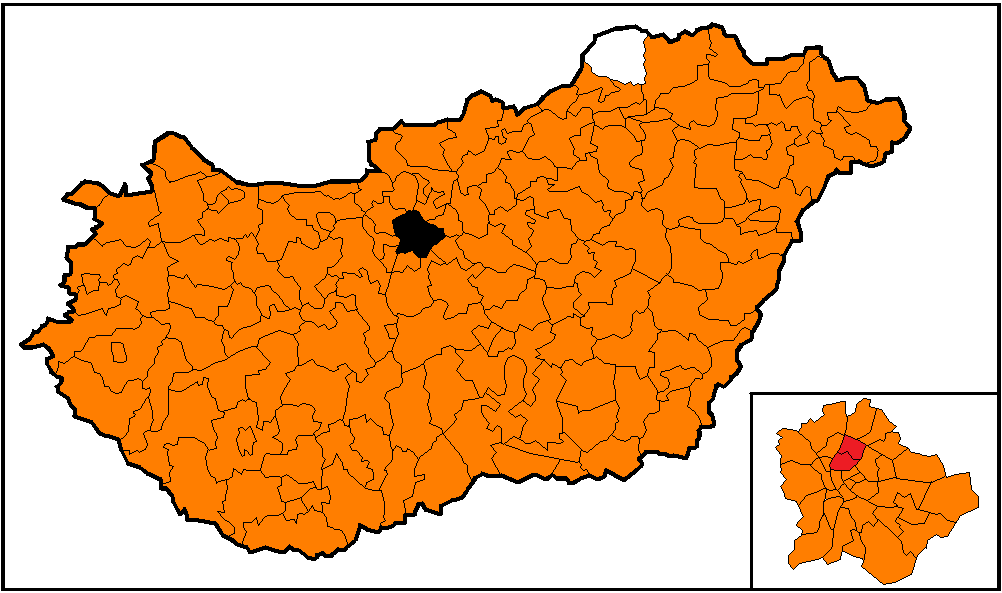
Výsledky voleb 2010:
Fidesz-KDNP (173)
MSZP (2)
Nezávislí (1)

Parlamentní volby 2010 byly pro Fidesz nejúspěšnější volby od jeho vzniku. Po zkušenostech z voleb 2006 byla opět vytvořena koalice a společná kandidátka s menší křesťansko-konzervativní Kereszténydemokrata Néppárt jako Fidesz-KDNP. Podle veškerých očekávání ve volbách Fidesz s přehledem zvítězil se ziskem 263 mandátů, což je 68,13 %. Získal tak ústavní dvoutřetinovou většinu nutnou ke změně ústavních zákonů, a měl tedy otevřenou cestu k reformám. V jednomandátových obvodech získal 173 mandátů ze 176 celkových, a to 119 hned prvním kole, zbylé ve druhém kole. Dalších 90 hlasů pak získal z celostátní a župních kandidátek.
Za Fidesz kandidoval na post premiéra předseda strany Viktor Orbán, který již premiérem byl v letech 1998 až 2002. Dne 29. května 2010 se stal v pořadí již osmým premiérem Maďarské republiky a sestavil svou v pořadí druhou vládu, složenou z členů Fidesz, KDNP a nestraníků.
Dne 29. června 2010 byl novým prezidentem Maďarské republiky zvolen Pál Schmitt. Úřad oficiálně převezme 5. srpna. Hlasovalo pro něj 263 poslanců (Fidesz-KDNP), zatímco jeho protikandidát András Balogh z MSZP získal jen 59 hlasů.

#### Volby 2014, 2018 a 2022
V parlamentních volbách 2014 opět zvítězila koalice Fidesz-KDNP s výsledkem 44,87 % a se ziskem 133 mandátů potvrdila ústavní většinu. Jednalo se o první volby po reformě ústavy, kdy byl počet poslaneckých mandátů v parlamentu snížen z 386 na 199. Viktor Orbán sestavil svou třetí vládu složenou z členů Fidesz, KDNP a nestraníků.
Ve volbách do EP na jaře 2014 byli za Fidesz mimo jiné zvolení poprvé také Andrea Bocskor, jako kandidátka za „podkarpatské Maďary“ žijící v Berehove, která je držitelkou maďarského a ukrajinského státního občanství, a Andor Deli, kandidát za „vojvodinské Maďary“ žijící v Bečej, který má maďarské a srbské občanství. Tímto krokem získaly dva zatím neunijní státy Srbsko a Ukrajina své poslance v Evropském parlamentu. Ve volbách do EP 2019 byli oba europoslanci opětovně zvoleni na další pětileté období. 
V parlamentních volbách 2018 získala koalice Fidesz–KDNP potřetí v řadě ústavní většinu, kdy potvrdila svých 133 ze 199 mandátů se ziskem 49,27 % odevzdaných hlasů. Viktor Orbán sestavil svoji čtvrtou vládu složenou z členů Fidesz, KDNP a nestraníků.
V květnu 2018 se vyostřil rozkol mezi antikomunistickým Fideszem a vedením Evropské lidové strany (EPP), kdy maďarští europoslanci zvolení za Fidesz protestovali proti účasti Jeana-Clauda Junckera na odhalení sochy levicového filosofa Karla Marxe v německém městě Trevír: „Marxistická ideologie vedla ke smrti desítek milionů lidí a zničila životy stovkám milionů osob, (…) Oslava jejího zakladatele je výsměchem jejich památce.“ K odchodu Fidesz ze struktur Evropské lidové strany i politické frakce EPP v Evropském parlamentu však došlo až v roce 2021, tedy po volbách do EP v roce 2019, ve kterém maďarská koalice Fidesz–KDNP získala 13 mandátů v barvách EPP, což bylo mnohem více, než kolik europoslanců za EPP bylo zvoleno v lidnatějších státech jako Francie (8), Itálie (7), Nizozemsko (6) či Španělsko (12). 
V parlamentních volbách 2022 získala strana Fidesz v koalici s KDNP počtvrté v řadě ústavní většinu, když tato koalice získala 135 ze 199 mandátů se ziskem 54,13 % hlasů. Šlo o absolutně nejlepší výsledek v historii politického života Maďarska od pádu komunistického režimu v roce 1989, neboť pro stranu hlasovalo více než 3 miliony voličů. Následně opět Viktor Orbán sestavil svou v pořadí pátou vládu složenou z členů Fidesz, KDNP a nestraníků. Dne 22, září 2022 přesedl ministr Tibor Navracsics z parlamentní frakce Fidesz do frakce KDNP, čímž počet poslanců Fidesz v parlamentu klesl ze 117 na 116, zatímco počet poslanců KDNP vzrostl z 18 na 19. Touto změnou však nikterak nebyla dotčena ústavní většina, kterou koalice Fidesz–KDNP v parlamentu stále drží. 

## Stranický aparát

### Předsedové strany

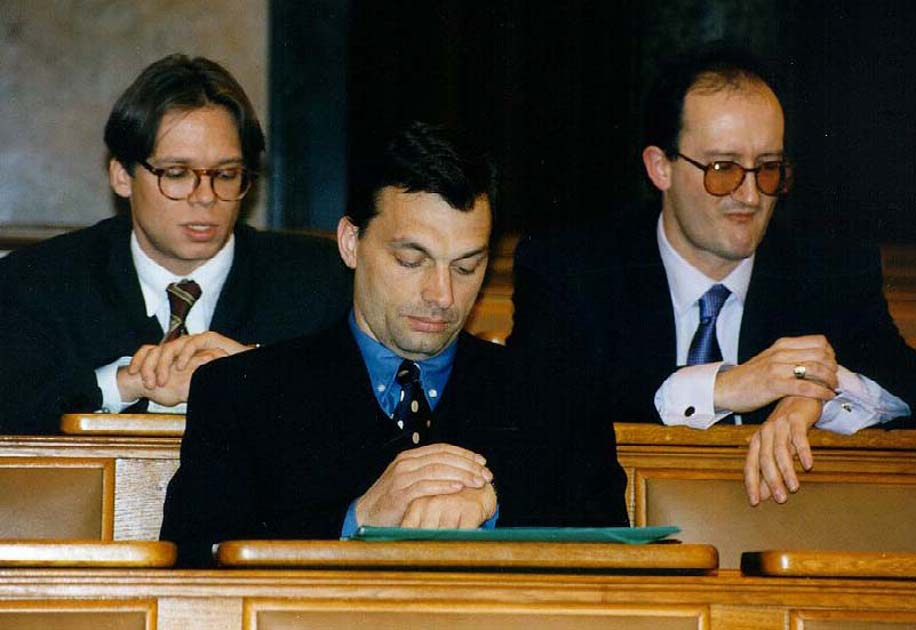
Viktor Orbán při zasedání parlamentu roku 1997

| Od   | Do   | Předseda                                |
| ---- | ---- | --------------------------------------- |
| 1988 | 1993 | Celostátní výbor (Országos választmány) |
| 1993 | 2000 | Viktor Orbán                            |
| 2000 | 2001 | László Kövér                            |
| 2001 | 2002 | Zoltán Pokorni                          |
| 2002 | 2003 | János Áder (Výkonný předseda)           |
| 2003 |      | Viktor Orbán                            |

### Prezidenti Maďarska
- Pál Schmitt (2010–2012)
- János Áder (2012–2022)
- Katalin Novák (2022–2024)

### Předsedové Zemského sněmu
- János Áder (1998–2002)
- Pál Schmitt (2010)
- László Kövér (2010– )

### Poslanci Evropského parlamentu
- Poslanci šestého EP (2004–2009): Etelka Barsiné Pataky, Zsolt Becsey, Kinga Gál, Béla Glattfelder, András Gyürk, Lívia Járóka, Csaba Őry, István Pálfi/Antonio De Blasio, Pál Schmitt, György Schöpflin, József Szájer.
- Poslanci sedmého EP (2009–2014): János Áder/Erik Bánki, Tamás Deutsch, Kinga Gál, Béla Glattfelder, Enikő Győri/Zoltán Bagó, András Gyürk, Ágnes Hankiss, Lívia Járóka, Ádám Kósa, Csaba Őry, Pál Schmitt/Ildikó Pelczné Gáll, György Schöpflin, József Szájer.
- Poslanci osmého EP (2014–2019): Andrea Bocskor (Podkarpatí, Ukrajina), Andor Deli (Vojvodina, Srbsko), Tamás Deutsch, Norbert Erdős, Kinga Gál, András Gyürk, Ádám Kósa, Ildikó Pelczné Gáll/Lívia Járóka, György Schöpflin, József Szájer, László Tőkés.
- Poslanci devátého EP (2019–2024): Andrea Bocskor (Podkarpatí, Ukrajina), Andor Deli (Vojvodina, Srbsko), Tamás Deutsch, Kinga Gál, Enikő Győri, András Gyürk, Balázs Hidvéghi, Lívia Járóka, Ádám Kósa, József Szájer/Ernő Schaller-Baross, László Trócsányi,  Edina Tóth.
- Poslanci desátého EP (2024–2029): Tamás Deutsch, Kinga Gál, Balázs Győrffy/Csaba Dömötör, Enikő Győri, András Gyürk, Viktória Ferenc (Podkarpatí, Ukrajina), András László, Ernő Schaller-Baross, Pál Szekeres, Annamária Vicsek (Vojvodina, Srbsko).

## Volební výsledky

### Volby do Zemského sněmu
| Volby | Celostátní kandidátní listina | Celostátní kandidátní listina | OEVK (1. kolo) | OEVK (1. kolo) | OEVK (2. kolo) | OEVK (2. kolo) | Mandáty | Mandáty | Status  |
| Volby | Hlasy                         | %                             | Hlasy          | %              | Hlasy          | %              | Počet   | %       | Status  |
| ----- | ----------------------------- | ----------------------------- | -------------- | -------------- | -------------- | -------------- | ------- | ------- | ------- |
| 19901 | 439 649                       | 8,95                          | 235 558        | 4,75           | 63 064         | 1,85           | 21/386  | 5,44    | Opozice |
| 19941 | 379 344                       | 7,02                          | 416 116        | 7,70           | 29 391         | 0,69           | 20/386  | 5,18    | Opozice |
| 1998  | 1 340 826                     | 29,48                         | 956 008        | 21,40          | 1 706 155      | 37,83          | 148/386 | 38,34   | Vláda   |
| 20022 | 2,306,763                     | 41,07                         | 2,217,755      | 39,43          | 2,196,540      | 49,97          | 164/386 | 42,49   | Opozice |
| 20063 | 2 272 979                     | 42,03                         | 2 269 241      | 41,99          | 1 511 426      | 46,65          | 141/386 | 36,53   | Opozice |
| 20104 | 2 706 292                     | 52,73                         | 2 732 965      | 53,43          | 620 232        | 53,81          | 227/386 | 58,80   | Vláda   |
| 20145 | 2 264 780                     | 44,87                         | 2 165 342      | 44,11          | —              | —              | 117/199 | 58,79   | Vláda   |
| 20185 | 2 824 551                     | 49,27                         | 2 636 201      | 47,89          | —              | —              | 117/199 | 58,79   | Vláda   |
| 20226 | 3 060 706                     | 54,13                         | 2 823 419      | 52,80          | —              | —              | 117/199 | 58,79   | Vláda   |

1: Nízký zisk ve 2. kole voleb v OEVK z důvodu odstoupení kandidátů Fidesz ve prospěch kandidátů jiných pravicových stran, především MDF a SZDSZ.

2: Fidesz kandidoval v koalici s MDF. Společně získaly 188 mandátů.

3: Fidesz kandidoval v koalici s KDNP. Společně získaly 164 mandátů.

4: Fidesz kandidoval v koalici s KDNP. Společně získaly 263 mandátů.

5: Fidesz kandidoval v koalici s KDNP. Společně získaly 133 mandátů.

6: Fidesz kandidoval v koalici s KDNP. Společně získaly 135 mandátů.

### Volby do Evropského parlamentu
| Volby | Počet hlasů | Hlasy v % | Počet mandátů | Politická skupina EP | Evropská strana |
| ----- | ----------- | --------- | ------------- | -------------------- | --------------- |
| 2004  | 1 457 750   | 47,40     | 12/24         | EPP-ED               | EPP             |
| 20091 | 1 632 309   | 56,36     | 14/22         | EPP                  | EPP             |
| 20141 | 1 193 991   | 51,48     | 12/21         | EPP                  | EPP             |
| 20191 | 1 824 220   | 52,56     | 13/21         | EPP/Nezařazení       | EPP (do 2021)   |
| 20241 | 2 048 211   | 44,82     | 11/21         | P4E                  | —               |

1: Fidesz kandidoval v koalici s KDNP, která po přerozdělení získala vždy 1 mandát europoslance. 

## Fidelitas
Fidelitas, celým názvem Fidelitas – az új nemzedék, je mládežnická politická organizace Fideszu. Vznikla v roce 1996 a jejím předsedou je od prosince 2022 Dániel Farkas. Partnerskou organizací jsou čeští Mladí konzervativci.